# Росс Андерсон
Росс Андерсон (англ. Ross J. Anderson; 15 вересня 1956 — 28 березня 2024) — британський учений, автор понад двохсот статей, консультант із інженерної безпеки. Професор інженерії безпеки в Кембриджському університеті. Його досягнення в області криптографії включають в себе розробку шифрів, виявлення слабкостей в багатьох системах безпеки та алгоритмах. Є співзасновником списку розсилки Uk-Crypto.

## Коротка біографія
Росс Андерсон народився у 1956 році. Вн — дослідник, письменник і промисловий консультант в галузі інженерії безпеки. Він також є професором інженерії безпеки в комп'ютерній лабораторії Кембриджського університету, де він працює в групі безпеки.
У 1978 р Андерсон закінчив Трініті-коледж (Кембридж) зі ступенем бакалавра математики й природничих наук, а потім отримав кваліфікацію в області комп'ютерної техніки. Працював в області авіоніки й банківської індустрії до того, як в 1992 році переїхав назад в Кембриджський університет для роботи над докторською дисертацією під керівництвом Роджера Нідгема й почав свою кар'єру вченного-дослідника. У 1995 році він отримав ступінь доктора наук та став викладати. Проживає науковець поблизу Сенді, Бедфордшир (Sandy, Bedfordshire).
Працюючи в області криптографії, він разом з Елі Біхамом (Eli Biham) проектував криптографічні примітиви BEAR, LION і TIGER («ведмідь», «лев» і «тигр»). У співавторстві з Біхамом і Ларсом Кнудсеном (Lars Knudsen), розробив блочний шифр Serpent, один з фіналістів конкурсу AES. Також він виявив слабкості в шрифті FISH і розробив потоковий шрифт PIKE.
У 1998 році Андерсон заснував Фонд Дослідження Інформаційної Політики (англ. Foundation for Information Policy Research), мозкового центру й лобістської групи з інформаційно-технічної політики.
Він широко відомий серед академіків Кембриджа як відкритий захисник академічних свобод, інтелектуальної власності та інших питань політики університету. Він ініціював Кампанію за Свободу Кембриджу; в 2002 році — був обраний членом Ради Кембриджського Університету. У січні 2004 року студентська газета Varsity оголосила Андерсона «найвпливовішою (powerful) людиною» Кембриджського Університету.
У 2002 році він став затятим критиком обчислювальних систем, заснованих на довірі (Trusted Platform Module), зокрема, системи Palladium від Microsoft.
Росс Андерсон — автор книги «Інженерія безпеки» («Security Engineering»), яка була опублікована в Wiley у 2001 і 2008 роках. Він також був засновником і редактором Оглядів Безпеки комп'ютерів і комунікацій (англ. Computer and Communications Security Reviews).

## Основні дослідження

### Економіка інформаційної безпеки
Росс Андерсон проводив дослідження безпеки економіки в єдиному ринку для Європейського Агентства Мереж і Інформаційної безпеки (англ. European Network and Information Security Agency). Він вивчив недоліки ринку, що лежать в основі спаму, фішингу й інших проблем та вніс конкретні політичні пропозиції. Коротку версію дослідження можна подивитися тут.
Топологія прихованих конфліктів відповідає на питання, як поліція може виявляти підпільні організації, маючи деяку інформацію про їхні системи комунікації, і як вони, в свою чергу, можуть реагувати на різні дії правоохоронних органів. Росс Андерсон, на основі аналізу мереж і еволюційної теорії ігор, розробив основні ідеї вивчення інтерактивних атак і стратегій захисту мережі. Ця робота пропонує пояснення ряду аспектів сучасних конфліктів в цілому.
Його дослідження систем «Trusted Platform Module» проаналізували (й підірвали) ініціативу Trusted Computing Group, яка просувала ідею установки DRM — систем на кожен комп'ютер, КПК і мобільний телефон. Система «TС» була розроблена на догоду Голлівуду, щоб утруднити піратське копіювання музики й відео та індустрії програмного забезпечення. Але це могло б мати негативні наслідки для приватного життя, цензури й інновацій.

### Однорангові мережі
Починаючи приблизно з середини 2000 року, спостерігається вибух інтересу до однорангових мереж. Однією з найбільш конструктивних статей в цій області була «Служба вічності» ("The Eternity Service "), яку Росс Андерссон представив в Pragocrypt'96. Він був стривожений тим, що саєнтологи змогли закрити поштовий переадресатор (remailer) в Фінляндії, і йому особисто погрожували банківські юристи, які хотіли приховати інформацію про уразливість систем банкоматів. Це навчило його, що електронні публікації можуть бути легко знищені впливовими людьми. Зазвичай вони зберігаються всього на декількох серверах, на власників яких можна тиснути силою або через суд. «The Eternity Service» був задуманий як засіб зберігання електронних документів якнайдалі від цензури.

### Криптографічні протоколи й системи рівневої захисту
Багато найцікавіших, з наукової точки зору, атак стають можливими внаслідок недосконалості протоколів. Наприклад, недоліки дизайну, в яких шифруються тексти, які містять помилки, або невірно шифруються правильні тексти. Такі уразливості поширені на практиці, але їх вкрай важко виявити. За роки роботи Росс Андерсон виявив цілий ряд атак на протоколи. Він був першим, хто використав формальні методи для перевірки протоколів шифрування, що лежать в основі реальних банківських систем. Він також був одним з винахідників мікроплатежів та одним із авторів ідеї робити файли досить непомітними, щоб їх існування можна було заперечувати навіть під тиском.

### Безпека програмних інтерфейсів.
Атаки на програмні інтерфейси — дуже важливе технічне нововведення останніх років. Вони поширюють аналіз протоколів на програмні інтерфейси криптографічних процесорів. Ці пристрої зазвичай мають кілька десятків транзакцій, які можуть бути виконані за допомогою закритих ключів. Більшість таких приладів може бути зламано за допомогою видачі належним чином обраної послідовності транзакцій. Саме Росс Андерсон першим почав дослідження в цій області. Його роботи змусили виробників перебудувати багато продуктів, а подальші дослідження інших вчених дозволили виявити атаки на GSM — шифрування і на чипи Trusted Platform Module, що лежать в основі систем «Trusted Computing».

### Протидія підробкам обладнання
У 1996 році Росс Андерсон зруйнував поширену віру в смарт-карти, що вони захищены від підробок. Його початкова стаття про методи атак на них, отримала премію і дуже широко відома. В подальшій роботі Андерсон відкрив перспективну область оптичної безпеки, в якій лазерне зондування використовується для виклику несправностей в напівпровідникових приладах і для читання пам'яті без використання схеми, наданої постачальником чипів для цієї мети. З 1999 по 2003 р він брав участь у великому проекті, який фінансувався ЄС, спрямованим на створення смарткарт, набагато менш вразливих до атак. Ці смарткарти розроблялись на основі самосинхронної двоканальної логіки з вбудованою схемою тривоги. Росс Андерсон довів, що загальноприйнята система введення PIN-коду незадовільна щодо стійкості до підробок.

### Аналіз і проектування шифрів
Криптологія — предмет, до якого Росс Андерсон повертається кожні кілька років. Злом шифрів був його вступом в інформаційну безпеку в середині 80-х років, коли він знайшов ряд атак на потокові шифри й запропонував їх поліпшені версії. Він повернувся до цієї теми на початку 90-х. Деякі роботи по геш-функціях допомогли йому знайти способи побудови блочних шифрів з геш-функцій і потокових шифрів. Його найзначніша робота — блочний шифр Serpent, який став фіналістом конкурсу AES. Переможцем тоді став Rijndael, а Serpent був другим.

### Обробка сигналів безпеки
В кінці 90-х Росс Андерсон витратив деякий час на застосування ідей обробки сигналів для комп'ютерної безпеки. Найбільш оригінальною розробкою була «Soft Tempest» (TEMPEST — (англ. «Transient electromagnetic pulse emanation surveillance technology») — засіб електронного стеження, що використовує аналіз електромагнітного випромінювання в схемах при перехідних процесах. Раніше вважалося, що конструкція комп'ютерів із захистом Tempest повинна включати апаратні методи, такі як металеве екранування. Росс Андерсон показав, що істотна захищеність може бути досягнута програмними методами.
У 1995 році він зацікавився проблемою цифрових водяних знаків, і протягом декількох років зламав практично всі існуючі системи маркування авторських прав. Програма «StirMark» стала промисловим стандартом для тестування систем маркування.

## Книга Інженерія безпеки
Багато робіт Росса Андерсона були узагальнені в його книзі «Інженерія безпеки: посібник із побудови надійних розподільчих систем» («Security Engineering: A Guide to Building Dependable Distributed Systems»). Ця книга вийшла в 2001 році у видавництві Wiley & Sons. Вона призначена для використання як в якості підручника, так і в якості довідника.
- У першій частині описуються основні поняття і прийоми безпеки.
- У другій частині обговорюються конкретні застосування інженерії безпеки комп'ютерних систем, в тому числі бухгалтерських і банківських систем, систем спостереження та ін. Ця частина читається, як детектив.
- У третій частині розглядаються організаційні та політичні питання. Зокрема, як комп'ютерна безпека співвідноситься з законодавством; як ми можемо переконатися, що система функціонує відповідно до задуму і ін.

Книга може бути дуже корисною для розробників комп'ютерних систем і програмістів.
Друге видання вийшло в 2008 році. Тексти двох видань стали доступні для вільного скачування на сайті Росса Андерсона в 2012 році.